# Nicaise de Keyser
Nicaise de Keyser (født 26. august 1813 i Sandvliet nær Antwerpen, død 16. juli 1887 i Antwerpen) var en belgisk historiemaler.
de Keyser blev uddannet af Joseph Jacobs og på Antwerpen-Akademiet af Mathieu-Ignace van Brée. Han rejste derpå i udlandet og bosatte sig en tid lang i Haag. Fra 1855 var de Keyser 24 år direktør for Antwerpen-Akademiet og uddannede mange elever. Han har malet mange vel komponerede religiøse
og historiske billeder af betydelig kraft samt elegante historiske genrescener. Hans første store arbejde var Kristus på korset (1834) for den
romerskkatolske kirke i Manchester; senere malede han Slaget ved Worringen og flere historiske billeder for kongen af Belgien. Til hans kendteste arbejder hører endvidere Sankt Elisabeth giver almisse (1851), Webers sidste øjeblikke (1858), Van Dyck tager afsked med Rubens, Maria af Medicis død (Berlins Museum), Den blinde Milton; for Antwerpens Museums vestibule en række billeder, forestillende Kunsternes historie, og i museet der ses hovedværket Karl V befrier de kristne slaver i Tunis samt de Keysers selvportræt; endelig en række, mest fyrstelige, portrætter som grev Eberhard af Württemberg (Amsterdams Staatsmuseum); andre billeder i Hamburg, München, Brügge og i hollandske privatsamlinger.